# 江以朝
江以朝（？—？年），字于春，江西广信府貴溪縣人，明朝政治人物。

## 生平
督学江良貴之子。与弟江以宗同中嘉靖元年（1522年）江西乡试举人，与從弟江以達同登嘉靖五年（1526年）丙戌科進士，列三甲第一百四十四名。考选翰林院庶吉士。六年（1527年）十一月除授南京大理寺评事，遷大理寺副，奉使淮藩。迁刑部云南司员外郎，擢本部福建司郎中，辞任考功司郎中，与嚴世蕃不合，嘉靖二十三年（1544年）四月调升南京尚宝司卿。谪福建盐运司运副，迁兴化府同知、广东按察司佥事，所至政绩卓然。致仕归后，在水边建一楼，与弟以宗读书楼上，白首同寝食，家居三十年而卒。嘉靖七年（1528年）江以朝曾任戊子科应天府乡试礼经考官，拔取包节、程烈等，阅取其他经卷，拔取唐顺之等。二十八年（1549年）己酉监试广东秋闈，持择礼经卷，拔取海瑞等。以朝去世后，子江应龙向海瑞索求墓誌銘，海瑞为其立传。

## 家族
贵溪县有“科第傳芳坊”，为江氏历代进士、举人所建，包括江英、江憲、江鎏、江璞、江左、江潮、江滄、江良貴、江良材、江汝璧、江以達、江以朝、江以宗、江進卿、江惟大、江汝珪、江廷皋。